# New Era Field
El New Era Field, anteriorment conegut com a Ralph Wilson Stadium, és un estadi de futbol americà situat a Orchard Park, un suburbi de la ciutat nord-americana de Buffalo, Nova York. És la seu de l'equip professional de futbol americà Buffalo Bills de l'NFL. A més, l'1 de gener de 2008 va acollir l'NHL Winter Classic, un partit d'hoquei sobre gel jugat a l'aire lliure entre els Buffalo Sabres i els Pittsburgh Penguins. L'estadi portava originalment el nom d'Estadi Rich i té una capacitat superior als 73.000 espectadors.